# فانهوتية براديانية
فانهوتية براديانية (الاسم العلمي:Vanhouttea bradeana) هي نوع هجين من النباتات تتبع جنس الفانهوتية من الفصيلة الغزنرية.